# 7480 Norwan
7480 Norwan è un asteroide near-Earth. Scoperto nel 1994, presenta un'orbita caratterizzata da un semiasse maggiore pari a 1,5675547 UA e da un'eccentricità di 0,3170629, inclinata di 9,45375° rispetto all'eclittica.